# Hugenfeldschulhaus

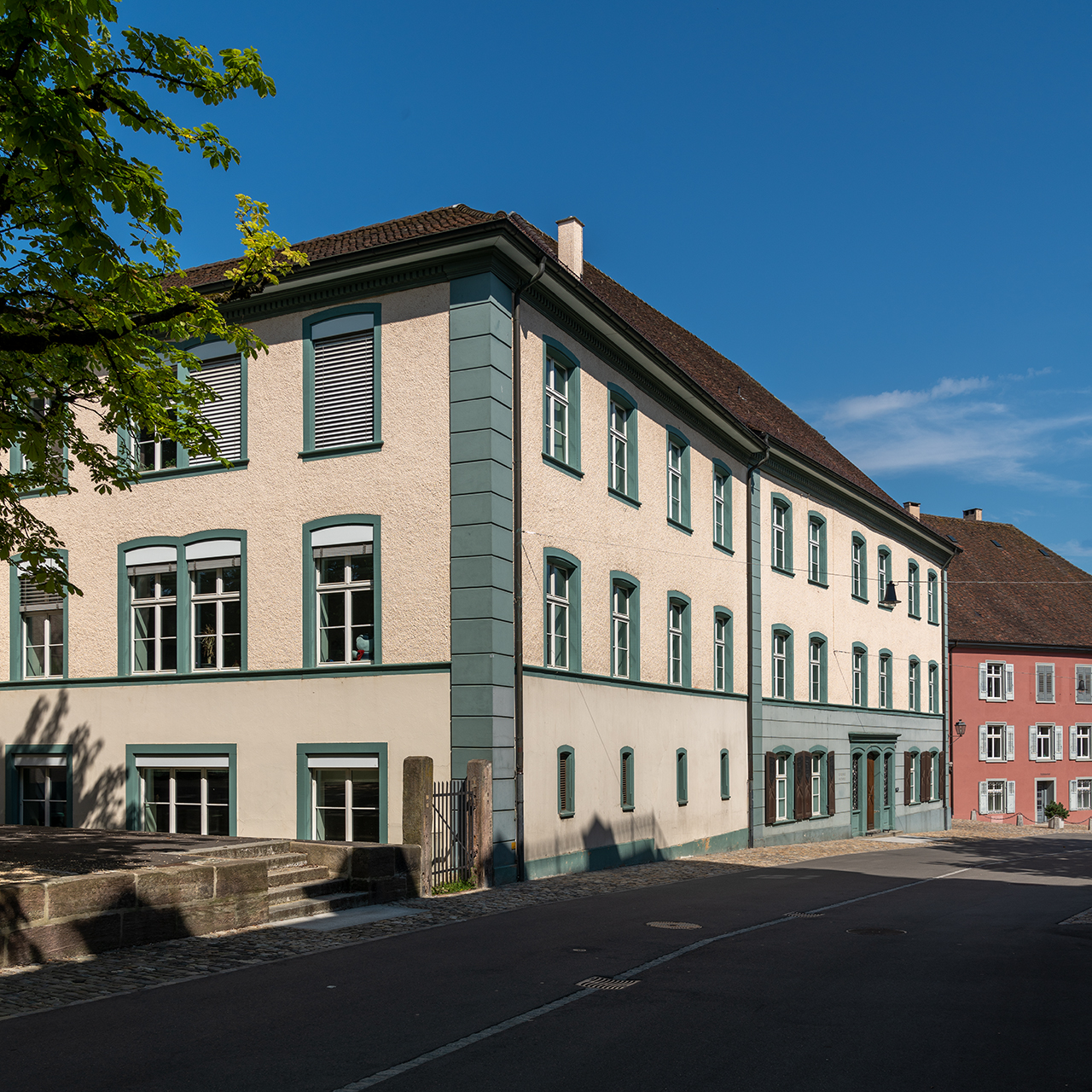
Hugenfeldschulhaus

Das Hugenfeldschulhaus ist ein denkmalgeschütztes Schulgebäude in Rheinfelden im Kanton Aargau. Es befindet sich im Westen der Altstadt an der Bahnhofstrasse, in der Nähe der Stadtkirche St. Martin. Das Bauwerk, stilistisch zwischen spätbarock und frühklassizistisch angesiedelt, ist als Kulturgut von regionaler Bedeutung eingestuft.

## Geschichte
Wie der benachbarte Schönauerhof steht das Hugenfeldschulhaus auf dem Areal der früheren «alten Burg», einer kleinen Burg der Grafen von Rheinfelden, die im 10. oder 11. Jahrhundert als Sicherung des Rheinübergangs errichtet worden war. Das heutige Gebäude an der Westseite der Bahnhofstrasse (früher Beuggengasse genannt) geht im Kern auf das frühe 16. Jahrhundert zurück. 1958 kamen bei Ausgrabungen mittelalterliche Mauerteile zum Vorschein. Das Haus war Wohnsitz mehrerer Obervögte, 1702 entstand ein heute noch bestehender Anbau an der Südseite. Ihre heutige Gestalt erhielt die Fassade in den 1760er Jahren. 1782 gelangte das Haus in den Besitz der Familie Hug von Hugenfeld.
Die Ortsbürgergemeinde erwarb das Haus 1858 aus dem Nachlass des Chorherrn Franz Xaver von Hugenfeld. Sie schenkte es der Einwohnergemeinde mit der Auflage, darin die Bezirksschule einzurichten. Der Architekt Joseph Caspar Jeuch projektierte 1859 den Umbau, der sich bis 1862 hinzog. Robert Moser erweiterte 1865 den Südanbau zu einem L-förmigen Flügel, der 1912/13 nochmals vergrössert wurde. Gesamtsanierungen erfolgten in den Jahren 1957/58 und 1994/95. Das Hugenfeldschulhaus dient heute der Primarschule und dem Unterricht im Textilen Werken.

## Bauwerk
Der dreigeschossige Hauptbau wird durch ein steiles Krüppelwalmdach abgeschlossen. Die strassenseitige Fassade besitzt eine auffallende Eckquaderung und einen hohen Putzsockel, wobei ein Sohlbankgesims das Erdgeschoss abschliesst. In sechs Achsen sind paarweise Fenster mit stichbogigen Gewänden aus Sandstein angeordnet. Ein bekrönendes Gesims fast die feingliedrig wirkenden Segmentbogenwände des Mittelportals und dessen schmalen vergitterten Seitenfenster zusammen. Der zweiflügelige Eingang ist mit einem Rautendekor verziert, ebenso die Fensterläden der Erdgeschossfenster. Der L-förmige, ebenfalls dreigeschossige Anbau an der Südseite weist ähnliche Gestaltungselemente auf wie der Hauptbau, abgeschlossen wird es durch ein flaches Walmdach mit gleicher Traufhöhe wie beim Hauptbau.
Beim Umbau übernahm Jeuch im Innern die bestehenden Querkorridore und verstärkte diese Unterzügen und Holzpfeilern. In der Erdgeschosshalle sind fünf spätgotische Zierportale platziert. Das prächtigste Türgewände befindet sich im zweiten Obergeschoss und besitzt parallele, kunstvoll überkreuzte Kantstäbe. In den beiden östlichen Eckräumen des ersten Hauptbau-Obergeschosses sind Reste des Interieurs des ausgehenden 18. Jahrhunderts erhalten geblieben.